# Catharina Böhme

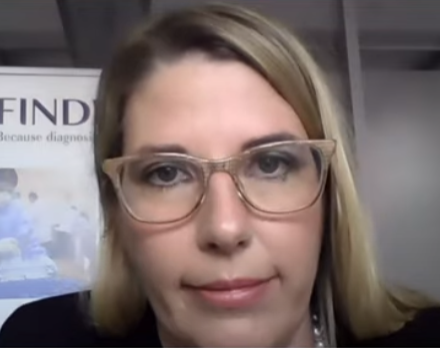
Catharina Böhme, 2021

Catharina Böhme (* 3. Januar 1976 in Ilshofen) ist eine deutsche Medizinerin, und die stellvertretende Generaldirektorin für Außenbeziehungen und Governance bei der Weltgesundheitsorganisation. Sie ist bekannt für ihre Arbeit bei der Entwicklung von Diagnosetests für Krankheiten wie Tuberkulose und dafür, dass sie sich für mehr Tests für die Krankheit COVID-19 einsetzt.

## Frühes Leben und Ausbildung
Nach dem Besuch des Gymnasiums in Crailsheim studierte sie von 1996 bis 2003 Medizin an der Ludwig-Maximilians-Universität München und legte dort das Staatsexamen ab. 2002 schloss sie ihre Promotion zum Thema Katalytische Intermediate bei Disulfidreduktasen von Mensch und Malariaerreger. Beiträge zur Entwicklung synkatalytischer Inhibitoren als Chemotherapeutika an der Universität Heidelberg bei Katja Becker ab. Sie hat Diplome in Public Health der Humboldt-Universität und in Management & Leadership vom International Institute for Management Development der Universität Heidelberg.

## Werdegang
Zu Beginn ihrer Karriere arbeitete Boehme am Institut für Infektions- und Tropenkrankheiten in München und baute eine Forschungseinheit für Tuberkulose-Diagnostik in Tansania auf.
Boehme wurde 2013 Geschäftsführerin der Foundation for Innovative New Diagnostics (FIND). In dieser Funktion arbeitete sie mit anderen Partnern im Rahmen des Access to COVID-19 Tools Accelerator zusammen, um Tests für COVID-19 breiter verfügbar zu machen. Im Jahr 2021 wechselte Boehme zur Weltgesundheitsorganisation als Stabschefin von Generaldirektor Tedros Adhanom Ghebreyesus.

## Forschung
Boehmes frühe Forschungsarbeiten befassten sich mit einem Enzym im Parasiten, der Malaria verursacht, und mit der Entwicklung neuer Testmethoden für den Nachweis von Tuberkulose. Boehme hat in Nature Medicine über die Notwendigkeit diagnostischer Tests als Mittel zur Verhinderung der Ausbreitung von Krankheiten wie COVID-19 geschrieben.

## Weitere Aktivitäten
- World Health Summit (WHS), Mitglied des Lenkungsausschusses

## Veröffentlichungen (Auswahl)
- Catharina C. Boehme, Pamela Nabeta, Doris Hillemann, Mark P. Nicol, Shubhada Shenai, Fiorella Krapp, Jenny Allen, Rasim Tahirli, Robert Blakemore, Roxana Rustomjee, Ana Milovic: Rapid Molecular Detection of Tuberculosis and Rifampin Resistance. In: New England Journal of Medicine. 363. Jahrgang, Nr. 11, 9. September 2010, ISSN 0028-4793, S. 1005–1015, doi:10.1056/NEJMoa0907847, PMID 20825313, PMC 2947799 (freier Volltext) – (englisch).
- Catharina C Boehme, Mark P Nicol, Pamela Nabeta, Joy S Michael, Eduardo Gotuzzo, Rasim Tahirli, Ma Tarcela Gler, Robert Blakemore, William Worodria, Christen Gray, Laurence Huang: Feasibility, diagnostic accuracy, and effectiveness of decentralised use of the Xpert MTB/RIF test for diagnosis of tuberculosis and multidrug resistance: a multicentre implementation study. In: The Lancet. 377. Jahrgang, Nr. 9776, 2011, ISSN 0140-6736, S. 1495–1505, doi:10.1016/s0140-6736(11)60438-8, PMID 21507477, PMC 3085933 (freier Volltext) – (englisch, thelancet.com).
- Catharina C. Boehme, Pamela Nabeta, German Henostroza, Rubhana Raqib, Zeaur Rahim, Martina Gerhardt, Erica Sanga, Michael Hoelscher, Tsugunori Notomi, Tetsu Hase, Mark D. Perkins: Operational Feasibility of Using Loop-Mediated Isothermal Amplification for Diagnosis of Pulmonary Tuberculosis in Microscopy Centers of Developing Countries. In: Journal of Clinical Microbiology. 45. Jahrgang, Nr. 6, 2007, ISSN 0095-1137, S. 1936–1940, doi:10.1128/JCM.02352-06, PMID 17392443, PMC 1933042 (freier Volltext) – (englisch).
- Michael J A Reid, Nimalan Arinaminpathy, Amy Bloom, Barry R Bloom, Catharina Boehme, Richard Chaisson, Daniel P Chin, Gavin Churchyard, Helen Cox, Lucica Ditiu, Mark Dybul: Building a tuberculosis-free world: The Lancet Commission on tuberculosis. In: The Lancet. 393. Jahrgang, Nr. 10178, 2019, ISSN 0140-6736, S. 1331–1384, doi:10.1016/s0140-6736(19)30024-8, PMID 30904263 (englisch).
- Catharina Boehme, Emma Hannay, Rangarajan Sampath: SARS-CoV-2 testing for public health use: core principles and considerations for defined use settings. In: The Lancet Global Health. 9. Jahrgang, Nr. 3, 2021, ISSN 2214-109X, S. e247–e249, doi:10.1016/s2214-109x(21)00006-1, PMID 33516282, PMC 7906635 (freier Volltext) – (englisch).